# Morti nel 1975/Novembre
| Questa pagina contiene informazioni ricavate automaticamente dalle voci biografiche con l'ausilio del template Bio e di un bot. L'aggiornamento è periodico e automatico e ricostruisce completamente la pagina. Se manca una persona in questa lista, sei pregato di non aggiungerla, ma accertati piuttosto che la sua voce biografica contenga il template Bio e che i dati anagrafici siano correttamente compilati. Se il template Bio manca, inseriscilo tu stesso o, in alternativa, metti l'avviso {{tmp\|Bio}} che ne segnala la mancanza. Se i dati riportati sono sbagliati, correggi direttamente la voce biografica; le modifiche saranno visibili in questa lista entro pochi giorni. Per chiarimenti vedi il progetto biografie. La lista contiene solo le 95 persone che sono citate nell'enciclopedia e per le quali è stato implementato correttamente il template Bio. Pagina aggiornata al 3 mar 2024. |

- 1º novembre - Doro Merande, attrice statunitense (n. 1892)
- 1º novembre - Jérôme Louis Rakotomalala, cardinale e arcivescovo cattolico malgascio (n. 1913)
- 1º novembre - Charles Seymour Wright, fisico e esploratore canadese (n. 1887)
- 2 novembre - Fausto Batignani, calciatore uruguaiano (n. 1903)
- 2 novembre - Giovanni Degni, allenatore di calcio e calciatore italiano (n. 1900)
- 2 novembre - Pier Paolo Pasolini, poeta, scrittore e regista italiano (n. 1922)
- 2 novembre - Giuseppe Vannucci, calciatore italiano (n. 1917)
- 3 novembre - Guglielmo Scalise, generale, diplomatico e iamatologo italiano (n. 1891)
- 4 novembre - Sheila Ryan, attrice statunitense (n. 1921)
- 5 novembre - Beqir Balluku, generale e politico albanese (n. 1917)
- 5 novembre - Annette Kellerman, nuotatrice e attrice australiana (n. 1887)
- 5 novembre - Ján Kostra, poeta, saggista e traduttore slovacco (n. 1910)
- 5 novembre - Julian C. Smith, generale statunitense (n. 1885)
- 5 novembre - Edward Lawrie Tatum, genetista statunitense (n. 1909)
- 5 novembre - Giovanni Tizzano, scultore italiano (n. 1889)
- 5 novembre - Lionel Trilling, critico letterario, scrittore e insegnante statunitense (n. 1905)
- 6 novembre - Shimun XXI Eshai, vescovo cristiano orientale siro (n. 1908)
- 6 novembre - Umberto Caldora, storico italiano (n. 1924)
- 6 novembre - Vicente Feola, calciatore e allenatore di calcio brasiliano (n. 1900)
- 6 novembre - Ernst Hanfstaengl, imprenditore tedesco (n. 1887)
- 6 novembre - Attilio Ortolani, attore italiano (n. 1897)
- 7 novembre - Angelo De Luca, politico italiano (n. 1904)
- 7 novembre - Rose Dolores, modella e attrice inglese (n. 1893)
- 7 novembre - John Carmel Heenan, cardinale e arcivescovo cattolico britannico (n. 1905)
- 7 novembre - Tat'jana Pavlovna Pavlova, attrice e regista teatrale russa (n. 1890)
- 7 novembre - Angelo Piffarerio, allenatore di calcio e calciatore italiano
- 8 novembre - Piero Dusio, imprenditore, calciatore e dirigente sportivo italiano (n. 1899)
- 8 novembre - Syvilla Fort, ballerina, coreografa e insegnante statunitense (n. 1917)
- 8 novembre - Charles Kieffer, canottiere statunitense (n. 1910)
- 9 novembre - Peder Henriksen, calciatore norvegese (n. 1890)
- 10 novembre - Milton Romney, giocatore di football americano statunitense (n. 1899)
- 11 novembre - Romolo Diecidue, politico italiano (n. 1900)
- 11 novembre - Pat Dunn, cestista statunitense (n. 1931)
- 12 novembre - Joe Bernstein, giocatore di poker statunitense (n. 1899)
- 12 novembre - Luigi Chiarini, critico cinematografico, sceneggiatore e regista italiano (n. 1900)
- 12 novembre - Siegfried Meier, calciatore tedesco orientale (n. 1924)
- 12 novembre - Violet Mersereau, attrice statunitense (n. 1892)
- 12 novembre - Gérard Prévot, scrittore belga (n. 1921)
- 13 novembre - Ol'ga Fëdorovna Berggol'c, poetessa sovietica (n. 1910)
- 13 novembre - Roberto Cantalupo, politico, diplomatico e saggista italiano (n. 1891)
- 13 novembre - Rosa Menni, pittrice e giornalista italiana (n. 1889)
- 13 novembre - Robert Cedric Sherriff, scrittore e sceneggiatore inglese (n. 1896)
- 14 novembre - Harry Jacob Anslinger, funzionario e diplomatico statunitense (n. 1892)
- 14 novembre - Mario Federici, commediografo e poeta italiano (n. 1900)
- 14 novembre - Alessandro Gatta, politico italiano (n. 1899)
- 14 novembre - Pietro Riccio, politico italiano (n. 1921)
- 14 novembre - Harvey Sacks, sociologo e linguista statunitense (n. 1935)
- 15 novembre - Robert Boutruche, medievista francese (n. 1904)
- 15 novembre - Enrico Merzoni, calciatore italiano (n. 1923)
- 15 novembre - John Moir, cestista statunitense (n. 1917)
- 16 novembre - Agustín Pagola Gómez, calciatore sovietico (n. 1922)
- 16 novembre - János Kmetty, pittore ungherese (n. 1889)
- 16 novembre - Karel Opočenský, scacchista cecoslovacco (n. 1892)
- 17 novembre - Kay Johnson, attrice statunitense (n. 1904)
- 17 novembre - Vittorio Necchi, imprenditore italiano (n. 1898)
- 19 novembre - Viktor Avdjuško, attore sovietico (n. 1925)
- 19 novembre - Henning Bødtker, avvocato norvegese (n. 1891)
- 19 novembre - Jean Ducret, calciatore francese (n. 1887)
- 19 novembre - Elizabeth Taylor, scrittrice britannica (n. 1912)
- 20 novembre - Livio Franceschini, cestista e pittore italiano (n. 1913)
- 20 novembre - Francisco Franco, generale e politico spagnolo (n. 1892)
- 20 novembre - Leon Hefflin Sr., imprenditore, dirigente d'azienda e manager statunitense (n. 1898)
- 21 novembre - Detto Dalmastro, partigiano, politico e dirigente d'azienda italiano (n. 1907)
- 21 novembre - Gunnar Gunnarsson, scrittore islandese (n. 1889)
- 21 novembre - Fritz Semb-Thorstvedt, calciatore norvegese (n. 1892)
- 21 novembre - François de Roubaix, musicista e compositore francese (n. 1939)
- 22 novembre - Oskar Perron, matematico tedesco (n. 1880)
- 23 novembre - Arvo Askola, mezzofondista finlandese (n. 1909)
- 23 novembre - Leslie Boardman, nuotatore australiano (n. 1889)
- 23 novembre - Franco Gorgone, imprenditore italiano (n. 1908)
- 24 novembre - Betty Brown, attrice statunitense (n. 1892)
- 24 novembre - Nicola Lisi, scrittore italiano (n. 1893)
- 24 novembre - Giuseppe Marcantonio, partigiano italiano (n. 1901)
- 24 novembre - Paul Vogel, direttore della fotografia statunitense (n. 1899)
- 25 novembre - Moyna MacGill, attrice inglese (n. 1895)
- 26 novembre - Giuseppe Della Valle, calciatore italiano (n. 1899)
- 26 novembre - Vittoria Mongardi, cantante e attrice italiana (n. 1926)
- 27 novembre - Gonzalo Aparicio, cestista ecuadoriano (n. 1918)
- 27 novembre - Mór Korach, ingegnere chimico ungherese (n. 1888)
- 27 novembre - Alberto Massimino, ingegnere italiano (n. 1895)
- 27 novembre - Ross McWhirter, scrittore, attivista e conduttore televisivo inglese (n. 1925)
- 27 novembre - Nicola Papa, allenatore di calcio e calciatore italiano (n. 1897)
- 28 novembre - Pietro Barone, ammiraglio italiano (n. 1881)
- 28 novembre - Érico Veríssimo, scrittore brasiliano (n. 1905)
- 29 novembre - Tony Brise, pilota di Formula 1 britannico (n. 1952)
- 29 novembre - Heinrich Grüber, teologo tedesco (n. 1891)
- 29 novembre - Graham Hill, pilota automobilistico britannico (n. 1929)
- 29 novembre - Willem van Loon, tiratore di fune olandese (n. 1891)
- 29 novembre - Emanuele Morselli, economista italiano (n. 1899)
- 30 novembre - Bill Davis, cestista statunitense (n. 1920)
- 30 novembre - Indrasakdi Sachi, sovrana siamese (n. 1902)
- 30 novembre - Klaus Patau, biologo tedesco (n. 1908)
- 30 novembre - Fausto Pirandello, pittore italiano (n. 1899)
- 30 novembre - Franz Runge, calciatore austriaco (n. 1904)
- 30 novembre - Guido Trentini, pittore italiano (n. 1889)